# 21418 Bustos
A 21418 Bustos (ideiglenes jelöléssel 1998 FY71) a Naprendszer kisbolygóövében található aszteroida. A LINEAR projekt keretében fedezték fel 1998. március 20-án.